# Originalismo
L'originalismo, in diritto, è una particolare corrente interpretativa che è, al contrario delle esperienze europee, diffusa nella dottrina costituzionalistica nordamericana: verte sull'assunto secondo cui l'interprete dovrebbe attenersi fedelmente alla lettera del testo originale della Costituzione.

## Descrizione
L'approccio originalista si propone di privilegiare, nell'interpretare la Costituzione, le possibilità che più si avvicinano al suo obiettivo e suo "ragionevole" significato originario (original meaning) ovvero, all'intenzione storica dei padri costituenti (original intent).
Una parte della dottrina ne giustifica l'utilizzo riconducendolo alla ratio della sovranità popolare ovvero al principio della certezza del diritto. "La dottrina dell'interpretazione costituzionale aderente al puro e semplice significato del testo, al momento della sua fattura (testualismo) o secondo l'intento dei fondatori (intenzionalismo)" ha sempre come "bestia nera la costituzione vivente, sensibile alle esigenze costituzionali del tempo che muta. Gli argomenti contro la «costituzione vivente» sono incentrati sui pericoli della giurisprudenza creativa, cioè dell'interpretazione evolutiva".

## Conseguenze
In conformità con la tesi originalista è stato presentato al Congresso degli Stati Uniti d'America il “Constitution restoration act” del 3 marzo 2005, che non è però mai stato approvato. L'iniziativa legislativa "ha suscitato un vivace dibattito dottrinario".
Più in generale, l'originalismo è tra le cause di una certa dialettica tra la Giurisdizione ed il Congresso, soprattutto in ordine all'utilizzo del diritto straniero nelle motivazioni delle sentenze.

## Critiche
Questo metodo presenta però una contraddizione, spesso rimarcata dalla scuola evoluzionista (che gli si oppone anche all'interno della Corte suprema degli Stati Uniti d'America): pur volendo ammettere di poter individuare, dalla prospettiva storica, un univoco e condiviso significato oggettivo di alcuni sintagmi presenti nella Costituzione, spesso è alquanto difficile ricavare l'esistenza di principi, teorie o nozioni che siano chiare. In sintesi l'originalismo necessita ogni qual volta ve ne si fa ricorso di ideare, e quindi paradossalmente di creare, una dottrina del tutto coerente.